# Tom Campagne
Tom Campagne (* 14. November 2000 in Saint-Jean) ist ein französischer Leichtathlet, der sich auf den Weitsprung spezialisiert hat.

## Sportliche Laufbahn
Erste internationale Erfahrungen sammelte Tom Campagne im Jahr 2019, als er bei den U20-Europameisterschaften in Borås mit einer Weite von 7,43 m den fünften Platz belegte. 2022 siegte er mit 8,06 m beim CITIUS Meeting in Bern und gelangte anschließend bei den Mittelmeerspielen in Oran mit 7,78 m auf Rang vier. Anschließend brachte er bei den Europameisterschaften in München in der Vorrunde keinen gültigen Versuch zustande und belegte dann bei den U23-Mittelmeer-Meisterschaften in Pescara mit 7,43 m den vierten Platz. Im Jahr darauf brachte er bei der 1. Liga der Team-Europameisterschaft im Rahmen der Europaspiele in Chorzów keinen gültigen Versuch zustande und 2024 belegte er bei den Europameisterschaften in Rom mit 8,08 m den fünften Platz. Anschließend schied er bei den Olympischen Sommerspielen in Paris mit 7,51 m in der Qualifikationsrunde aus.
2024 wurde Campagne französischer Meister im Weitsprung im Freien sowie 2022 in der Halle.